# Bál az Interneten
A Bál az Interneten a KFT együttes 1996-ban megjelent koncertlemeze. A felvételek a zenekar 1996-os Budapest Sportcsarnok-beli koncertjén készültek.

## Az album számai
1. Elmúltak az ünnepek
2. Száll egy pofon a szélben
3. Elizabet
4. Idegen lény
5. Gázgyár
6. A vonat
7. Kovács Pál
8. A fodrász
9. Bál az Operában
10. Afrika
11. Balatoni nyár
12. Nem sikerül kikúrálni magam
13. Jójszakát

## Közreműködők
- Zene és szöveg: KFT
- Bornai Tibor – billentyűsök, ének
- Laár András – gitárok, ének
- II. Lengyelfi Miklós – basszusok, vokál
- Márton András- dobok, vokál